# Tomba con le mani
La tomba con le mani (in olandese graf met de handjes) è una tomba che si trova nel vecchio cimitero di Roermond, nei Paesi Bassi. Ospita i corpi di due coniugi, Jacob van Gorcum e Josephina van Aefferden, morti nel XIX secolo e le cui rispettive denominazioni protestante e cattolica vietavano la sepoltura nelle stesse parti del cimitero. Le due tombe vengono così addossate al muro divisorio e unite sopra il muro da mani scolpite.
La tomba è stata inserita nell'elenco dei monumenti nazionali il 27 maggio 2002.

## Descrizione
Il monumento, in stile neogotico, si trova nel vecchio cimitero di Roermond, nella provincia del Limburgo. Si tratta di una tomba doppia, con una parte eretta nella parte cattolica del cimitero e l'altra in quella protestante. Le due tombe quindi si trovano ai lati opposti del muro che separa queste due parti del cimitero.
Il monumento funebre è formato da due lapidi quasi identiche su entrambi i lati. Le lapidi, poste su un basamento in pietra dura, sono costituite da una colonna in arenaria con estremità a forma di tetto a due falde che sporge sopra il muro. La chiusura è coronata da una croce e presenta in rilievo sul davanti lo stemma della famiglia Van Gorkum su un lato e un'arma d'alleanza sull'altro. Sul retro di entrambe le lapidi ci sono le mani di un uomo e di una donna che si intrecciano come simbolo di solidarietà oltre la morte e la religione.

## Storia

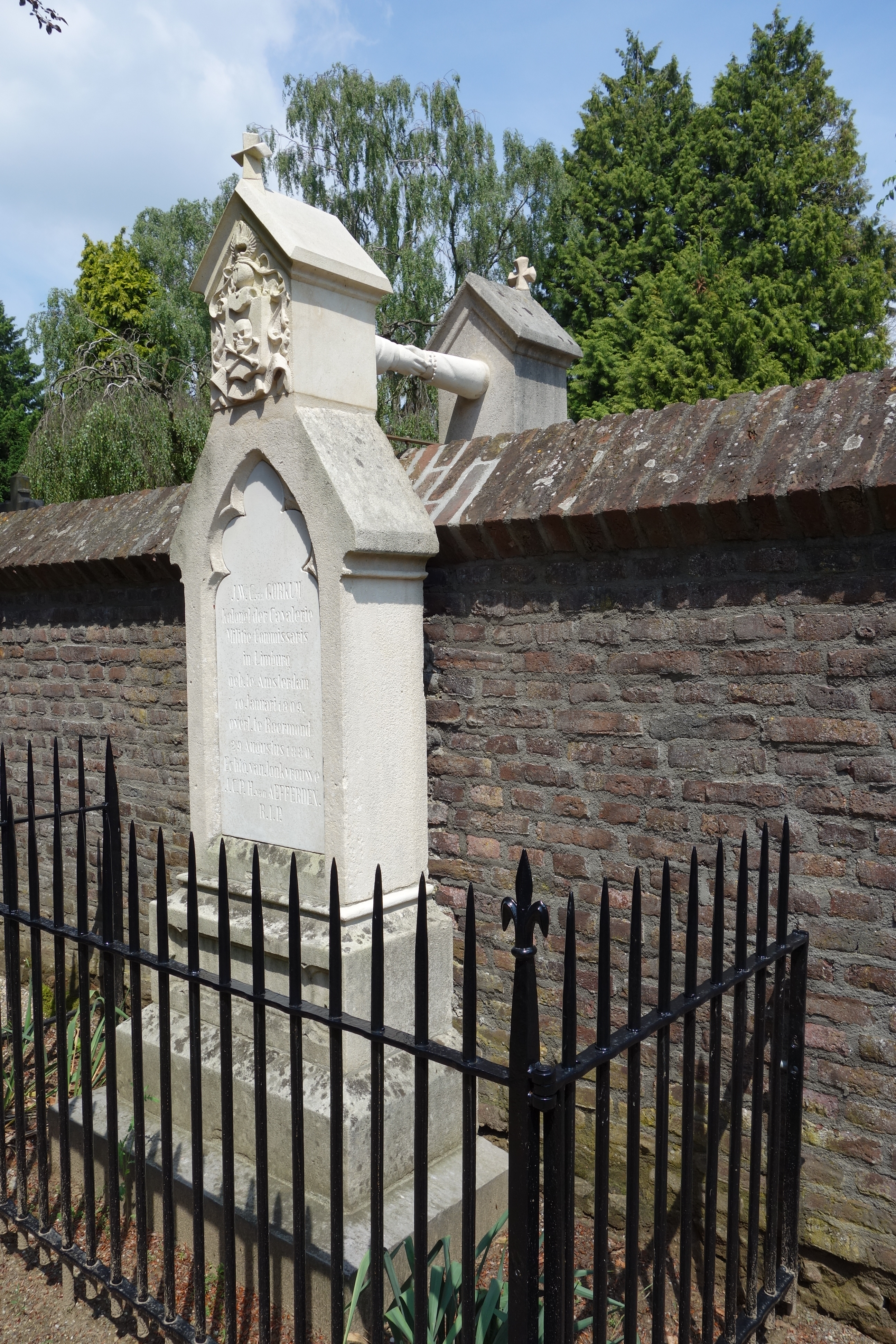
Veduta della tomba dal lato protestante.

Le tombe contengono i corpi di Jacob Werner Constantin van Gorcum (1809-1880) e Josephina Caroline Petronella Hubertine van Aefferden (1820-1888).
Josephina Caroline nacque il 28 giugno 1820 a Roermond, nona di dieci figli di una famiglia aristocratica cattolica. I suoi genitori erano Jean-Baptiste van Aefferden (1767-1840) e Agnès Petit (1779-1861). Suo padre, Jean-Baptiste van Aefferden, era membro del Consiglio provinciale del Limburgo nonché membro della cavalleria del Limburgo dal 1816, per la quale aveva ottenuto il titolo di scudiero. Era l'antenato del ramo olandese (estinto nel 2006) e del ramo belga di questa famiglia aristocratica.
Nato il 10 gennaio 1809 ad Amsterdam da una famiglia protestante, Jacob Werner Constantin era figlio di Jan Egtbartus (Egbertus) van Gorkum (1780-1862) e Jacoba Lydia de Bère (1787-1849). Il padre Jan era un cartografo militare di talento. Si distinse nella battaglia di Waterloo.
Josephina e Jacob Werner Constantin van Gorkum, allora colonnello di cavalleria, erano innamorati, ma la loro relazione era disapprovata dalle famiglie. Jacob aveva 11 anni più di Josephina, lei nobile e lui no, lui un soldato olandese e lei proveniente da una famiglia che partecipò all'indipendenza del Belgio, lui  protestante e lei cattolica.
A quel tempo, i Paesi Bassi erano soggetti a un regime di pillarizzazione. La società era divisa in "pilastri" corrispondenti alle religioni. Protestanti, cattolici ed ebrei costituivano questi pilastri, ciascuno dei quali era organizzato secondo le proprie consuetudini, ad esempio in materia di matrimonio. Come diretta conseguenza, erano proibite le relazioni tra persone di credo differente.
Tutto ciò non scoraggiò la coppia, che si sposò il 3 novembre 1842. Con un figlio e due figlie, la famiglia si adeguò alle rigide regole del sistema segregazionista non senza difficoltà: lo scandalo causato dal matrimonio acuì l'odio che già era provato verso la coppia. Venivano infatti insultati e derisi, la loro abitazione venne incendiata in più occasioni e il loro cane domestico ucciso. Malgrado tale situazione, i due non divorzieranno mai.
Ma una regola sembrava ineludibile: i due coniugi non potevano essere sepolti insieme, ciascuno doveva rimanere nel terreno del cimitero di Roermond corrispondente alla propria religione. Infatti, nel 1858, quando l'architetto Pierre Cuypers ristrutturò il vecchio cimitero adiacente alla cappella, istituì una parte cattolica e una protestante separate da un muro.
Quando Jacob morì il 29 agosto 1880 a Roermond, la sua tomba fu costruita addossata al muro della sezione cattolica. Otto anni dopo, il 29 novembre 1888, Josephina morì. Non venne sepolta nella tomba della sua famiglia al centro del cimitero. La sua tomba si trova addossata al muro, dietro il quale c'è la tomba di suo marito. Le due tombe furono collegate da mani, una maschile e l'altra femminile, che si intrecciano, come simbolo dell'amore oltre la morte e della religione.